# جورج فاسيليف
جورج فاسيليف هو لاعب كرة قدم بلغاري في مركز الوسط، ولد في 29 أكتوبر 1995 في بلغاريا. شارك مع منتخب بلغاريا تحت 19 سنة لكرة القدم. أما مع النوادي، فقد لعب مع سلافيا صوفيا ونادي لوكوموتيف صوفيا.

## وصلات خارجية
- جورج فاسيليف على موقع قاعدة بيانات كرة القدم.إي يو (الإنجليزية)
- جورج فاسيليف على موقع Soccerway.com (الإنجليزية)